# Översttjärnen (Resele socken, Ångermanland)
Översttjärnen är en sjö i Sollefteå kommun i Ångermanland och ingår i Ångermanälvens huvudavrinningsområde.